# Căciulata, Mureș
Căciulata este un sat în comuna Râciu din județul Mureș, Transilvania, România.